# Wasserbehälter Wuppertal-Langerfeld

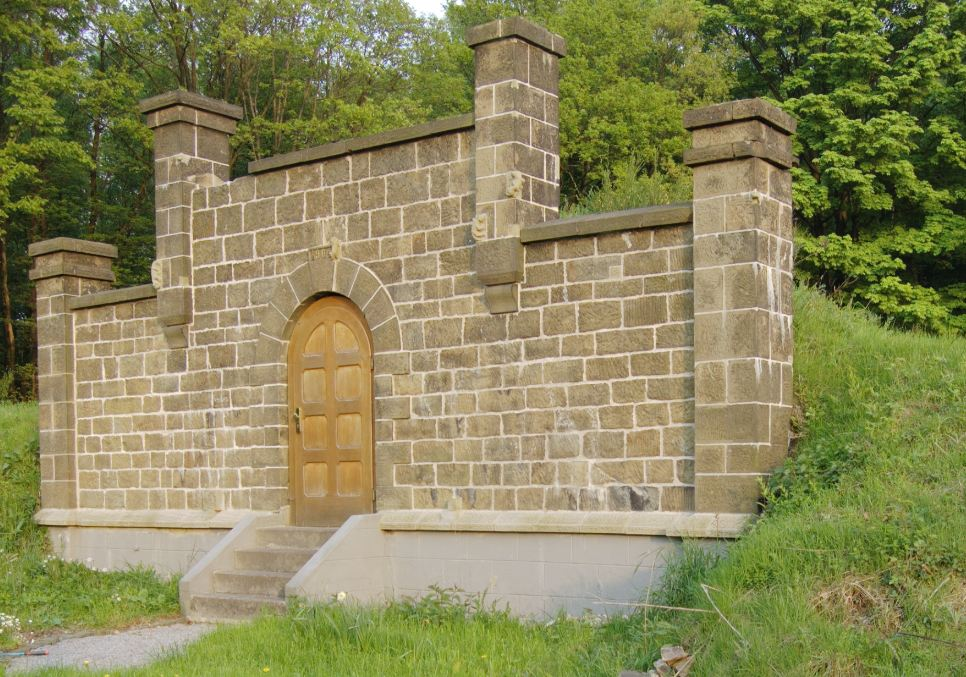
Wasserbehälter Wuppertal-Langerfeld

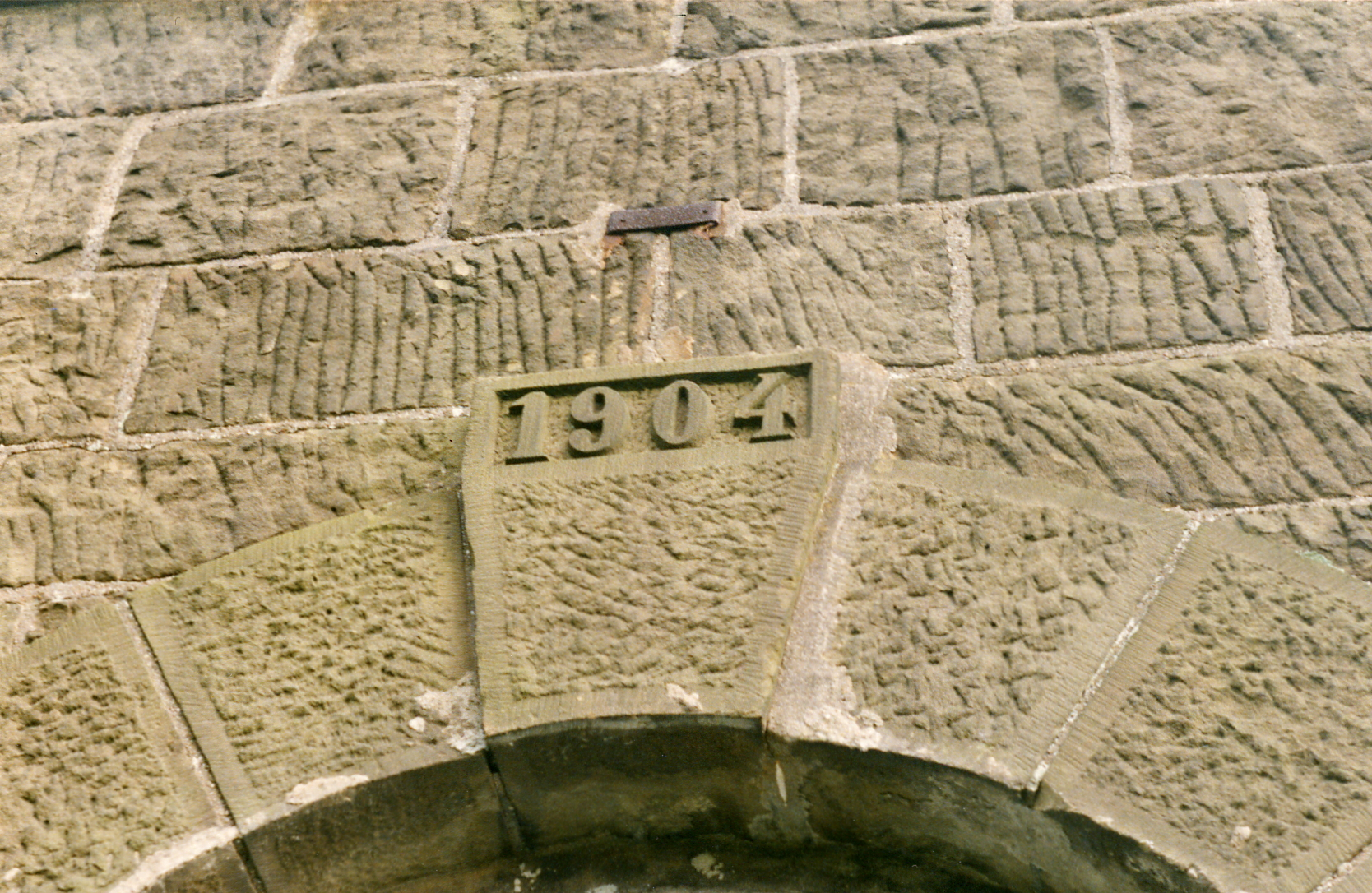
Baujahr über dem Eingangsportal

Der Wasserbehälter auf dem Ehrenberg in Wuppertal-Langerfeld wurde von 1902 bis 1904 in Form eines unterirdischen dreischiffigen Tonnengewölbes und nach den Entwürfen des Aachener Wasserbauprofessors Otto Intze errichtet. Als Baumaterial diente – abgesehen von der Schildwand – ausschließlich Massenbeton.
Gespeist mit dem Wasser der Ennepetalsperre, an deren Bau sich die Gemeinde Langerfeld finanziell beteiligt hatte, beendete die Inbetriebnahme des unterirdischen Hochbehälters mittels einer Pumpstation in Schweflinghausen die Wassernot Langerfelds und versorgte fortan bis 1979 die südlichen Teile der Gemeinden Langerfeld und Schwelm mit Trinkwasser. Sein Fassungsvermögen betrug rund 950 m³ auf einer Bruttogrundfläche von ca. 25 × 10 m.
Am 15. Mai 1996 wurde der Wasserbehälter in die Denkmalliste der Stadt eingetragen.
Seit 2002 dient der Behälter als Wohngebäude.